# Melangyna cincta
Melangyna cincta är en tvåvingeart som först beskrevs av Fallen 1817.  Melangyna cincta ingår i släktet flickblomflugor, och familjen blomflugor.
Artens utbredningsområde är Sverige. Inga underarter finns listade i Catalogue of Life.

## Bildgalleri

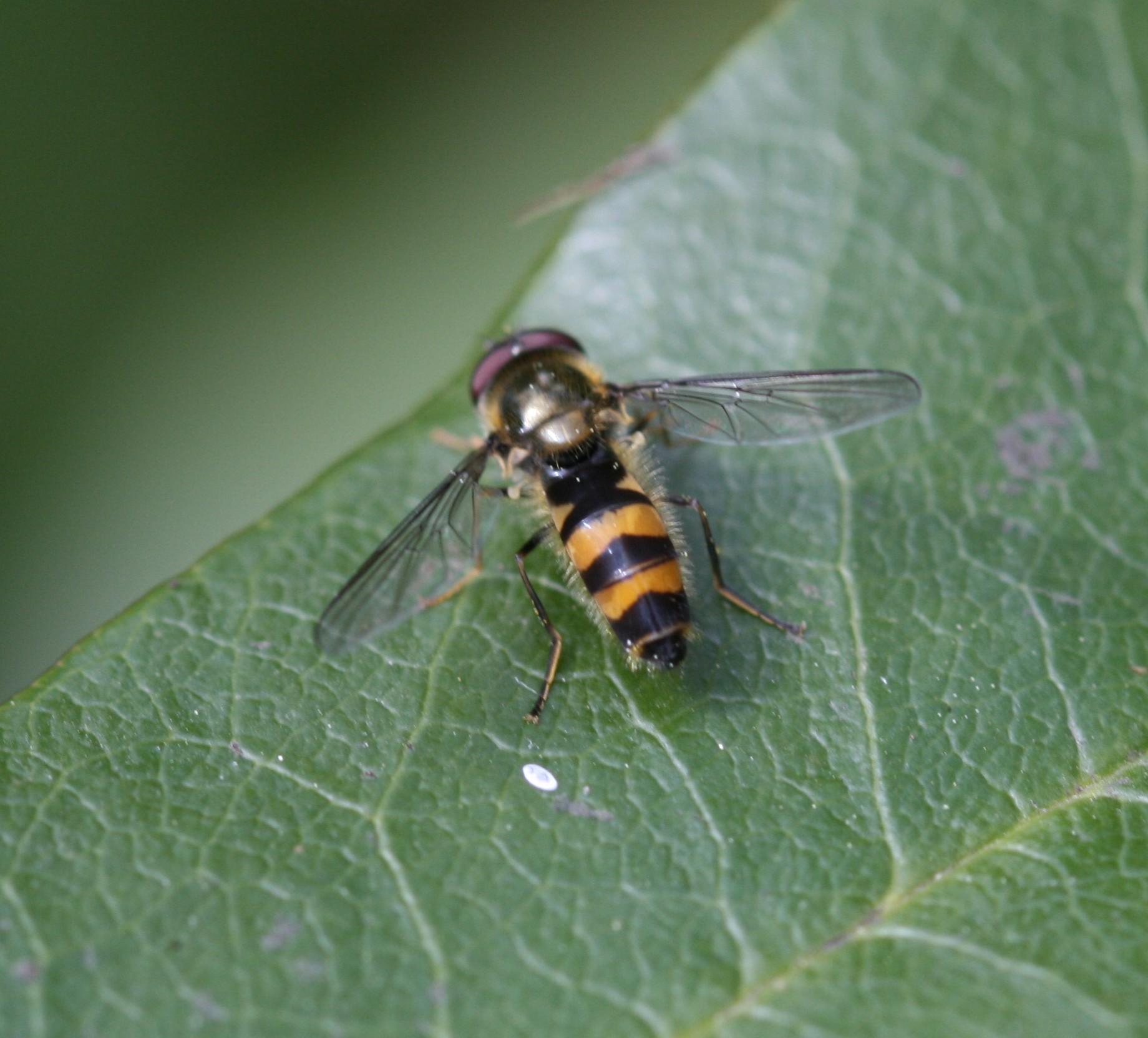
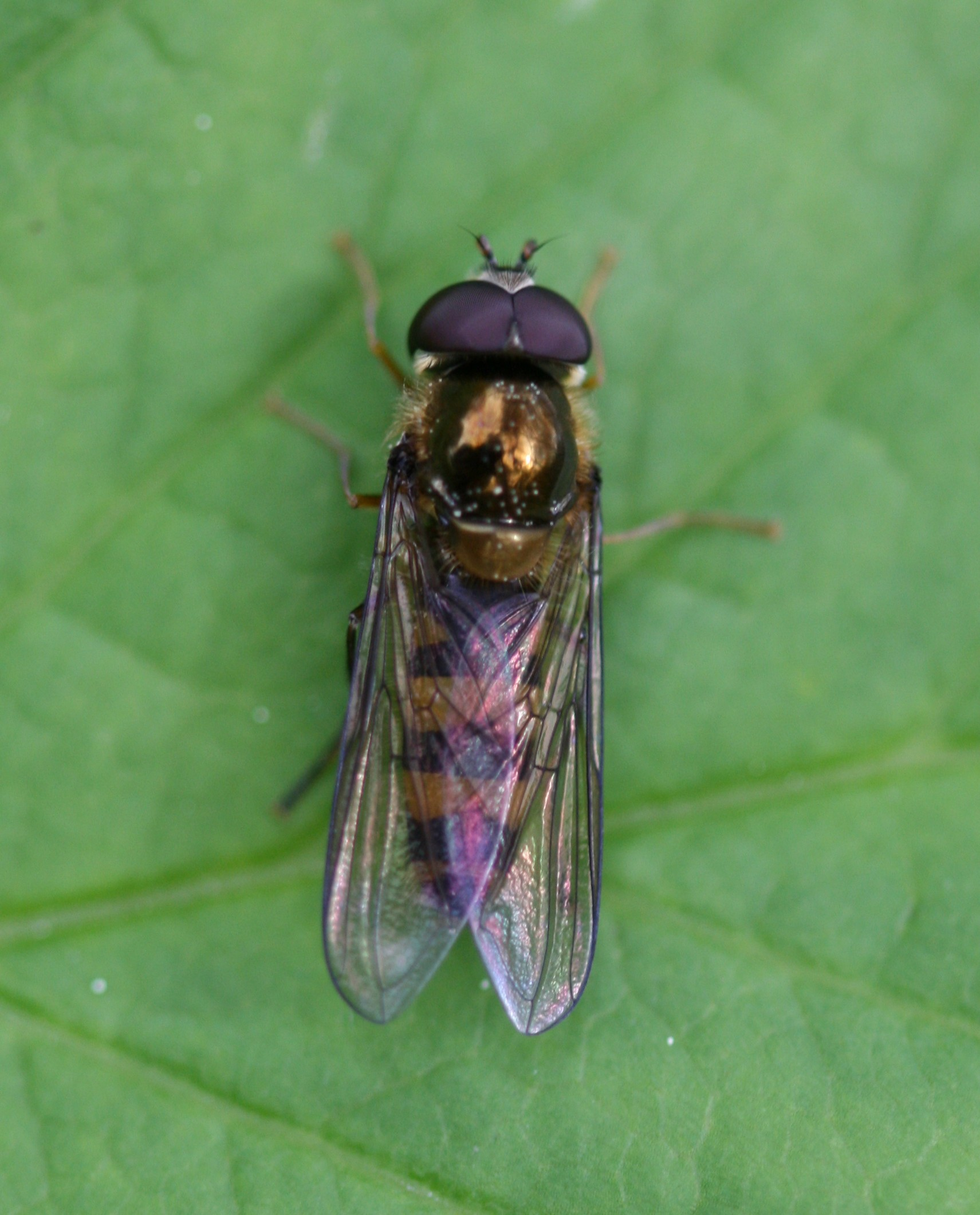
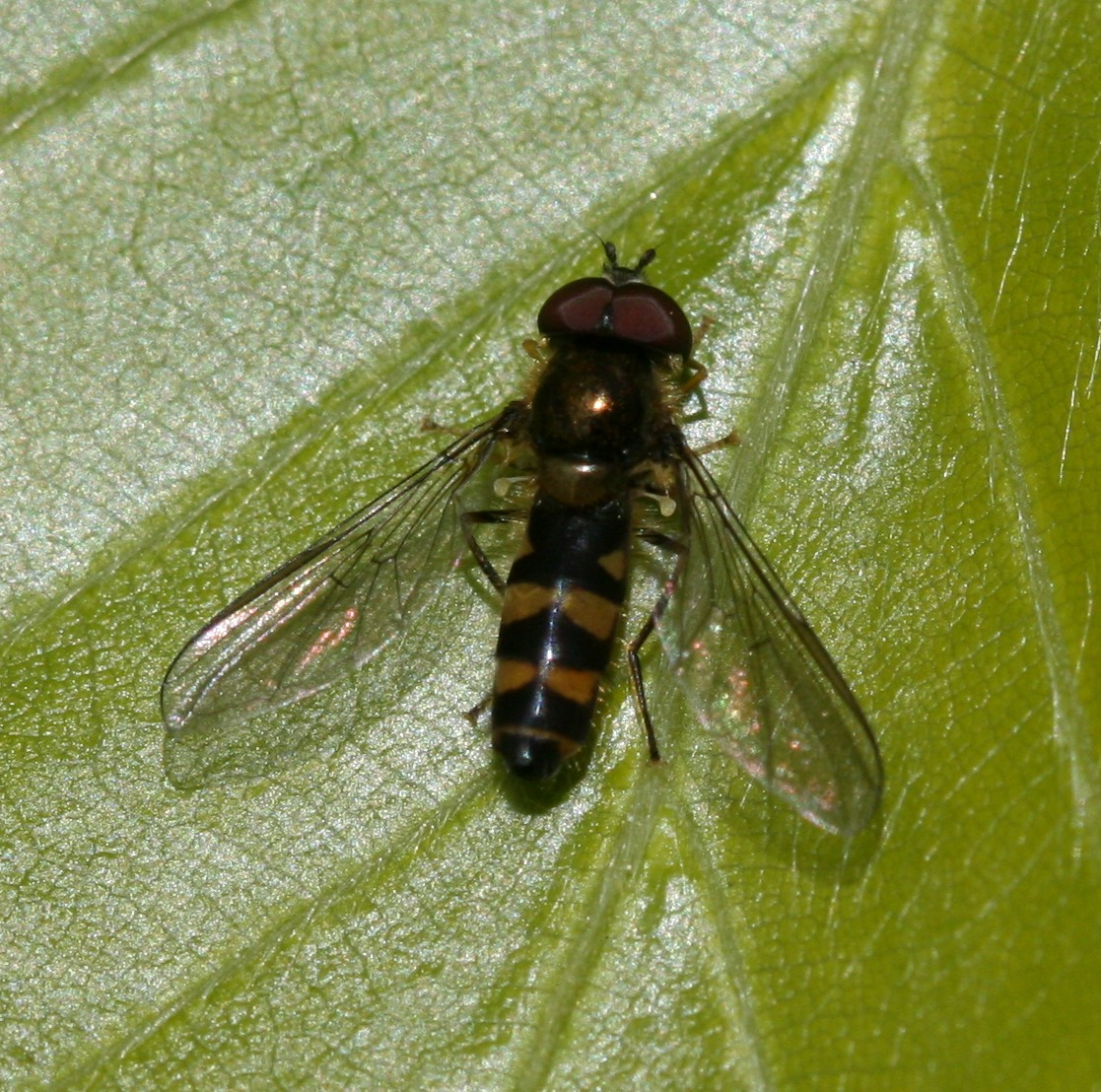